# Busy Being Fabulous
Busy Being Fabulous è un singolo del gruppo musicale statunitense Eagles, pubblicato nel 2008.

## Tracce
1. Busy Being Fabulous – 4:20 (Don Henley, Glenn Frey)

## Formazione
- Glenn Frey - voce, chitarra acustica
- Joe Walsh - chitarra elettrica, cori
- Timothy B. Schmit - basso, cori
- Don Henley - batteria, percussioni, cori

## Classifiche
| Classifica         | Posizione migliore |
| ------------------ | ------------------ |
| Adult Contemporary | 12                 |
| Country Singles    | 28                 |